# Episodi di Law & Order - I due volti della giustizia (decima stagione)
La decima stagione della serie televisiva Law & Order - I due volti della giustizia, composta da 24 episodi, è stata trasmessa in prima visione sul canale statunitense NBC dal 22 settembre 1999 al 24 maggio 2000.
In Italia la stagione è stata trasmessa in prima visione e in disordine su Rai 2 dal 20 novembre 2001 al 20 ottobre 2003. In particolare, diciotto episodi sono stati trasmessi dal 20 novembre al 13 dicembre 2001, mentre gli altri sono stati trasmessi dal 13 al 20 ottobre 2003.
| nº | Titolo originale      | Titolo italiano       | Prima TV USA      | Prima TV Italia  |
| -- | --------------------- | --------------------- | ----------------- | ---------------- |
| 1  | Gunshow               | Armi on line          | 22 settembre 1999 | 20 novembre 2001 |
| 2  | Killerz               | Vuoto emotivo         | 29 settembre 1999 | 21 novembre 2001 |
| 3  | DNR                   | Vivere o morire       | 6 ottobre 1999    | 23 novembre 2001 |
| 4  | Merger                | Fusione d'imprese     | 13 ottobre 1999   | 24 novembre 2001 |
| 5  | Justice               | Ambizione             | 10 novembre 1999  | 26 novembre 2001 |
| 6  | Marathon              | Prova illegale        | 17 novembre 1999  | 27 novembre 2001 |
| 7  | Patsy                 | Ossessione            | 24 novembre 1999  | 28 novembre 2001 |
| 8  | Blood Money           | Soldi sporchi         | 1º dicembre 1999  | 13 ottobre 2003  |
| 9  | Sundown               | Tramonto              | 15 dicembre 1999  | 29 novembre 2001 |
| 10 | Loco Parentis         | Un cattivo genitore   | 5 gennaio 2000    | 30 novembre 2001 |
| 11 | Collision             | Delitto d'amore       | 26 gennaio 2000   | 1º dicembre 2001 |
| 12 | Mother's Milk         | Latte materno         | 9 febbraio 2000   | 3 dicembre 2001  |
| 13 | Panic                 | Eccesso di panico     | 16 febbraio 2000  | 6 dicembre 2001  |
| 14 | Entitled              | Un nome che conta     | 18 febbraio 2000  | 7 dicembre 2001  |
| 15 | Fools For Love        | Pazzi per amore       | 23 febbraio 2000  | 8 dicembre 2001  |
| 16 | Trade This            | Azioni pericolose     | 1º marzo 2000     | 10 dicembre 2001 |
| 17 | Black, White and Blue | Nero, bianco e blu    | 22 marzo 2000     | 11 dicembre 2001 |
| 18 | Mega                  | Sete di potere        | 5 aprile 2000     | 12 dicembre 2001 |
| 19 | Surrender Dorothy     | La resa di Dorothy    | 26 aprile 2000    | 15 ottobre 2003  |
| 20 | Untitled              | La donna perfetta     | 3 maggio 2000     | 14 ottobre 2003  |
| 21 | Narcosis              | Conversazioni in chat | 10 maggio 2000    | 13 dicembre 2001 |
| 22 | High & Low            | Un uomo innamorato    | 17 maggio 2000    | 16 ottobre 2003  |
| 23 | Stiff                 | Dose letale           | 24 maggio 2000    | 17 ottobre 2003  |
| 24 | Vaya con Dios         | Diritto indiscutibile | 24 maggio 2000    | 20 ottobre 2003  |

## Armi on line
- Titolo originale: Gunshow
- Diretto da: Ed Sherin
- Scritto da: René Balcer

### Trama
Briscoe e il suo nuovo partner Eddie Green indagano su una strage avvenuta a Central Park. Scoprono che un uomo aveva acquistato un'arma via internet e che poi l'aveva manomessa per automatizzarla. Briscoe e Green riescono ad arrestare il colpevole. McCoy e la Carmichael tentano di incriminare la ditta che ha fabbricato l'arma che a loro parere può essere modificata troppo facilmente.
- Guest star: Neal Huff (Dennis Trofe).

- Nota. Questo episodio segna la prima apparizione di Jesse L. Martin, nel ruolo del nuovo partner di Briscoe, Eddie Green e anche il primo episodio in cui la serie ha uno spin-off dal titolo Law & Order - Unità vittime speciali.
- Nota. Questo episodio è ispirato a due casi realmente accaduti: il primo è il Massacro del Politecnico di Montréal avvenuto il 6 dicembre 1989 ad opera di Marc Lépine con 14 morti tutti di sesso femminile. Lépine si suicidò con un colpo di pistola alla testa. Il secondo è la sparatoria sulla 101 California Street con 8 morti e 6 feriti ad opera di Gian Luigi Ferri, il 1º luglio 1993; lo stesso Ferri si suicidò con un colpo di pistola alla testa subito dopo la sparatoria.

## Vuoto emotivo
- Titolo originale: Killerz
- Diretto da: Constantine Makris
- Scritto da: Richard Sweren

### Trama
Briscoe e Green indagano sul brutale omicidio di un bambino di 6 anni e i sospetti cadono prima su un vicino di casa e poi su due bambine. Il loro avvocato ritiene che le bambine siano incapaci di intendere e di volere e porta avanti questa difesa grazie alla testimonianza della Olivet, ex psichiatra della procura. Ma il suo successore Skoda ritiene che la bambina che ha eseguito l'omicidio possa diventare in futuro un serial killer; anche McCoy crede che la bambina abbia dei problemi mentali.
- Guest star: Hallee Hirsh (Jenny Brandt).

- Nota. Questo episodio è ispirato al caso di Mary Bell che tra il 25 maggio e il 31 luglio 1968, in presenza della sua amica Norma Bell, uccise Martin Brown di 4 anni e Brian Howe di 3 anni, entrambi per strangolamento. Mary Bell venne condannata all'ergastolo per duplice omicidio e affidata alle cure psichiatriche mentre l'amica fu scagionata.
- Nota. L'episodio è ispirato anche al caso dell'omicidio di James Bulger, avvenuto a Liverpool il 12 febbraio 1993 e commesso da Jon Venables e Robert Thompson.
- Nota. È stato ispirato anche dal film del 1992 Mickey.

## Vivere o morire
- Titolo originale: DNR
- Diretto da: David Platt
- Scritto da: Kathy McCormick e William N. Fordes

### Trama
Briscoe e Green indagano sul tentato omicidio di Denise Grobman, un giudice della Corte d'Appello, trovata in gravi condizioni in un parcheggio sotterraneo a causa di ferite di arma da fuoco. Inizialmente si pensa a un furto finito male, ma presto gli investigatori capiscono che il mandante dell'omicidio è il marito della donna. Intanto Denise, che è sotto dialisi, decide di sospendere le cure per lasciarsi morire. Il caso subisce una battuta d'arresto per McCoy, quando la donna si rifiuta di coinvolgere suo marito durante il processo.

## Fusione d'imprese
- Titolo originale: Merger
- Diretto da: Stephen Wertimer
- Scritto da: Lynn Mamet

### Trama
Briscoe e Green indagano sull'omicidio di Christie Garrison, figlia adolescente di una ricca famiglia. I sospetti cadono sull'autista di un'altra ricca famiglia. Scoprono poi che il fratello dell'autista è fidanzato con la sorella della vittima, il che fa sì che anche loro diventino sospettati dell'omicidio. McCoy e la Carmichael scoprono che Christie aveva iniziato a drogarsi da poco tempo, all'insaputa della famiglia.

## Ambizione
- Titolo originale: Justice
- Diretto da: Matthew Penn
- Scritto da: Gerry Conway e William N. Fordes

### Trama
Briscoe e Green indagano sull'omicidio di un avvocato difensore trovato morto in un orto collettivo. Si scopre che l'uomo stava seguendo un caso di appello presentato da un uomo condannato a morte ma, oltre al condannato, sospettano della moglie della vittima e di un uomo misterioso che forse avrebbe ucciso un uomo anni prima per incastrare il condannato. Infatti McCoy scopre che il detenuto del braccio della morte è innocente ed è stato incastrato dall'ambizione del procuratore che si occupò del caso. Il caso dà anche l'occasione a McCoy di rivedere la sua ex assistente Jamie Ross, che adesso è un avvocato difensore e difende gli interessi dell'uomo.
- Guest star: Carey Lowell (Jamie Ross).

- Nota. In questo episodio ritorna Carey Lowell come guest star nel ruolo di Jamie Ross, avvocato difensore ed ex assistente di McCoy.
- Nota. Questo episodio è ispirato al caso di Sam Sheppard, un uomo che nel 1954 fu accusato ingiustamente dell'omicidio di sua moglie, Marilyn Reese Sheppard, e condannato all'ergastolo. Nel 1966 un secondo processo lo scagionò dall'accusa.

## Prova illegale
- Titolo originale: Marathon
- Diretto da: Jace Alexander
- Scritto da: Richard Sweren e Matt Witten

### Trama
Briscoe e Green indagano sull'omicidio di una donna forse avvenuto a scopo di scippo. Il responsabile viene arrestato e confessa tutto a Briscoe, ma poi ritratta, mettendo in dubbio la professionalità del poliziotto, a cui non crede nemmeno il collega Green. McCoy e la Carmichael hanno un doppio compito: scagionare Briscoe e incriminare l'assassino e scippatore della donna.
- Guest star: Adam Rodríguez (Chino).

- Nota. Questo è l'unico episodio in cui le carte di scena indicano correttamente il comandante del Distretto Michael Cullen interpretato da James Dietz.

## Ossessione
- Titolo originale: Patsy
- Diretto da: David Platt
- Scritto da: René Balcer e Lynne E. Litt

### Trama
Briscoe e Green indagano sul tentato omicidio di una donna, aggredita in casa e ridotta in coma. I due scoprono che la donna riteneva che sua sorella fosse stata uccisa dal suo fidanzato, ma non poteva provarlo in quanto il corpo della sorella non era mai stato trovato né a New York, né altrove. L'uomo infatti è il principale sospettato, ma si professa innocente. Le prove di McCoy e della Carmichael sono contro di lui.
- Guest star: Sebastian Roché (Ken Taylor).

- Nota. In questo episodio appare come guest star Sebastian Roché, che interpreta il ruolo di Ken Taylor. L'attore era già apparso nell'episodio della quarta stagione Rifiuto.

## Soldi sporchi
- Titolo originale: Blood Money
- Diretto da: Matthew Penn
- Scritto da: Barry Schindel

### Trama
Briscoe e Green indagano sull'omicidio di un immigrato italiano avvenuto in taxi. Scoprono che era un assicuratore e che durante la guerra, aveva venduto per conto di una compagnia delle polizze sulla vita ad alcuni ebrei, senza poi pagare il loro premio dopo la morte.
- Nota. Questo episodio in Italia venne trasmesso il 13 ottobre 2003 perché la Rai aveva omesso di trasmetterlo nel 2001.

## Tramonto
- Titolo originale: Sundown
- Diretto da: Jace Alexander
- Scritto da: Krista Venoff e William N. Fordes

### Trama
Briscoe e Green indagano sull'omicidio di una donna ricoverata per una biopsia. Prima si pensa a un sospettato per un furto di gioielli, e poi sul marito gravemente malato di Alhzeimer. Durante il processo, il suo avvocato cita l'ottavo emendamento, sostenendo che imprigionare il marito è un'azione disumana. Ma McCoy crede che imprigionare l'uomo malato di Alhzeimer sia giusto.

## Un cattivo genitore
- Titolo originale: Loco Parentis
- Diretto da: Constantine Makris
- Scritto da: Richard Sweren e Matt Witten

### Trama
Briscoe e Green indagano sull'omicidio di un adolescente. Le indagini si concentrano su una banda di teppisti che lo perseguitava e sospettano di uno dei membri di una gang, cioè un ragazzo ossessionato dalla violenza e appoggiato dal padre. Schiff suggerisce a McCoy di arrestare il padre, ritenendo che sia il responsabile dei cattivi comportamenti del ragazzo.

## Delitto d'amore
- Titolo originale: Collision
- Diretto da: David Platt
- Scritto da: William N. Fordes e Gerry Conway

### Trama
Briscoe e Green indagano sull'omicidio di una schizofrenica. Sospettano di un altro schizofrenico e il suo avvocato invoca l'infermità mentale. Ma McCoy e la Carmichael hanno dei dubbi, che si rafforzano quando l'uomo smette di assumere i farmaci per la sua malattia.

## Latte materno
- Titolo originale: Mother's Milk
- Diretto da: Richard Dobbs
- Scritto da: Lynn Mamet e Barry Schindel

### Trama
Briscoe e Green indagano sulla scomparsa di una famiglia composta da madre, padre e figlio anche perché il loro appartamento viene trovato sporco di sangue. Quando il padre viene rintracciato, afferma che la moglie ha portato con sé il bambino nonostante il piccolo fosse affidato a lui. Ma quando il bambino viene trovato morto, la Carmichael crede che sia stata la madre a organizzare tutto e McCoy le affida il caso.

## Eccesso di panico
- Titolo originale: Panic
- Diretto da: Constantine Makris
- Scritto da: William N. Fordes, Lynn Mamet, Kathy McCormick

### Trama
Briscoe e Green indagano su una sparatoria dove viene ferita una scrittrice di gialli e ucciso il suo fiscalista. I sospetti cadono sul marito della scrittrice: un agente dell'FBI convinto che il fiscalista fosse l'amante di sua moglie. Ma McCoy e la Carmichael scoprono che le cose non sono andate come pensavano.
- Guest star: Tom Berenger (Dean Tyler).

- Nota. Questo episodio è ispirato al caso di Robert Eugene Bennett, un agente dell'FBI accusato di aver tentato di uccidere la moglie, anch'essa agente dell'FBI. L'uomo aveva scoperto che la moglie aveva avuto una relazione con la scrittrice di romanzi gialli Patricia Cornwell.

## Un nome che conta
- Titolo originale: Entitled
- Diretto da: Ed Sherin
- Scritto da: Richard Sweren, Dick Wolf, René Balcer e Robert Palm

### Trama
Le indagini dell'Unità Vittime Speciali sull'omicidio di un commercialista hanno una svolta: Benson e Stabler collaborano con Briscoe e Green, ma scoprono che questo omicidio è collegato a un caso irrisolto, in cui Briscoe lavorò con il suo ex partner, Mike Logan.
- Guest star: Mariska Hargitay (detective Olivia Benson), Christopher Meloni (detective Elliot Stabler), Richard Belzer (detective John Munch), Dann Florek (capitano Donald Cragen), Jane Alexander (Regina Mulroney).

- Nota. Questo episodio conclude un crossover di tre parti iniziato con Menomazione (episodio 4x17 di Law & Order - I due volti della giustizia) e proseguito con Il ritardo (episodio 1x15 di Law & Order - Unità vittime speciali).
- Nota. Jane Alexander è la moglie di Ed Sherin, il regista di questo episodio, ed è anche la madre di Jace Alexander, che ha diretto 32 episodi nella serie.
- Nota. Questo episodio è ispirato a quattro casi: il primo è su David Berkowitz, un serial killer soprannominato il figlio di Sam che tra il 1976 e il 1977 uccise sei persone e in seguito fu condannato a sei ergastoli. Il secondo è sulle leggende e le storie che circolano sulla Famiglia Kennedy e in particolare sulla Maledizione dei Kennedy. Invece il terzo è sull'Incidente di Chappaquiddick, avvenuto il 31 luglio 1969, a Chappaquiddick, nel Massachusetts, causato dalla negligenza del senatore Ted Kennedy, che ha portato alla morte Mary Jo Kopechne. Infine il quarto è su William Kennedy Smith, che nel 1991 fu accusato di stupro, ma venne successivamente assolto.

## Pazzi per amore
- Titolo originale: Fools for Love
- Diretto da: Christopher Misiano
- Scritto da: Kathy McCormick e Lynne E. Litt

### Trama
Briscoe e Green indagano sull'omicidio di due giovani donne, e sulla scomparsa di un'altra donna, che però viene trovata in stato di shock. I sospetti cadono sul fidanzato, ma lei lo difende. McCoy e la Carmichael scoprono che la verità è più inquietante di quanto sembra.
- Guest star: Mariska Hargitay (detective Olivia Benson), Christopher Meloni (detective Elliot Stabler), Ellen Pompeo (Laura Kendrick), Samuel Ball (Peter Williams).

- Nota. Oltre ai due protagonisti della serie spin off Law & Order - Unità vittime speciali, Mariska Hargitay e Christopher Meloni, appare come guest star per la seconda volta Ellen Pompeo, che era già apparsa nell'episodio Il salvatore.
- Nota. L'assassino di turno ha nel suo appartamento dei libri sui serial killer. Come lui, anche questi assassini hanno preso di mira le donne.
- Nota. L'episodio presenta un errore: Vince Parimeo è accreditato come Judge Douglas Venturelli, ma nell'episodio della tredicesima stagione L'anello è invece accreditato come David.
- Nota. Questo episodio è ispirato al caso di Paul Bernardo e Karla Homolka.

## Azioni pericolose
- Titolo originale: Trade This
- Diretto da: Jace Alexander
- Scritto da: Barry Schindel, Matt Witten e Richard Sweren

### Trama
Briscoe e Green indagano sull'omicidio di un broker. Scoprono che la compagnia in cui lavorava è implicata in affari poco puliti e che le vittime dei loro raggiri sono dei mafiosi. McCoy, Carmichael e Schiff si trovano di fronte ad un problema morale, in un caso in cui è difficile distinguere i criminali dalle vittime.
- Nota. Questo episodio è ispirato al caso di Mark O. Barton, che nel 1999 (nell'arco di tre giorni nel mese di luglio), uccise 12 persone, compresa la sua seconda moglie e i suoi due figli nati dal primo matrimonio. Barton morì poi suicida con un colpo di pistola alla testa.

## Nero, bianco e blu
- Titolo originale: White, Black and Blue
- Diretto da: Constantine Makris
- Scritto da: Lynn Mamet

### Trama
Briscoe e Green indagano sull'omicidio di un ragazzo ad Harlem. I responsabili credevano di avere a che fare con un agente di polizia, perché la vittima era appena scesa da un'auto della polizia. Gli agenti sono accusati di negligenza, per aver lasciato il ragazzo in una zona pericolosa, oltre a McCoy e alla Carmichael, anche il sindaco e la procura federale fanno pressioni per condannare i responsabili.

## Sete di potere
- Titolo originale: Mega
- Diretto da: David Platt
- Scritto da: Lynn Mamet

### Trama
Briscoe e Green indagano sull'esplosione di un elicottero che ha portato alla morte di sei persone e la bomba viene trovata in una valigia di uno dei passeggeri. Una delle vittime seguiva con la moglie dei seminari per ottenere potere e successo. I sospetti cadono sui coniugi che tengono questi corsi, ma il movente sembra labile, in seguito si scopre che la vittima aveva una relazione extraconiugale con la moglie di un costruttore edile.
- Guest star: Michael McKean (Elias Grace).

- Nota. Questo episodio è ispirato al caso del Volo United Airlines 629. È basato anche sulla persona di L. Ron Hubbard.

## La resa di Dorothy
- Titolo originale: Surrender Dorothy
- Diretto da: Martha Mitchell
- Scritto da: Barry Schindel e Matt Witten

### Trama
Briscoe e Green indagano sull'omicidio di un'insegnante trovata nel baule di un'auto. La donna aveva una relazione con un suo studente e il marito diviene sospettato dell'omicidio. Ma è coinvolto anche il suocero della vittima, uno psicologo specializzato in terapia di coppia, secondo il quale il modo migliore per far funzionare un matrimonio è che la moglie sia sottomessa al marito. L'uomo afferma che la nuora si sia suicidata, simulandone l'omicidio, mentre McCoy crede che l'uomo l'abbia spinta a suicidarsi: il suocero però confessa l'omicidio.
- Nota. L'idea della resa del coniuge in questo episodio si basa sul controverso libro La resa della moglie di Laura Doyle.
- Nota. Il titolo dell'episodio fa riferimento al film Il mago di Oz.

## La donna perfetta
- Titolo originale: Untitled
- Diretto da: Jace Alexander
- Scritto da: Barry M. Schkolnick e Richard Sweren

### Trama
Briscoe e Green indagano sull'omicidio di un'insegnante d'arte, che aiutava degli artisti sconosciuti e che viene trovata con le mani troncate. I sospetti si concentrano su un uomo che non apprezzava uno dei pittori protetti dalla donna, il quale era solito raffigurare donne mutilate. Il suo avvocato invoca lo stato di coscienza dovuto all'ossessione per il dipinto violento, anche se McCoy non crede alla cosa.
- Nota. Contrariamente a ciò che è implicito nell'episodio, il disturbo emotivo estremo non assolve l'imputato dalla responsabilità del crimine commesso, ma in questi casi, si limita a ridurre la pena di omicidio colposo di primo grado.

## Conversazioni in chat
- Titolo originale: Narcosis
- Diretto da: Constantine Makris
- Scritto da: Kathy McCormick e Lynne E. Litt

### Trama
Briscoe e Green indagano sull'omicidio di una proprietaria di un locale per ragazze orientali tenute quasi in schiavitù, che viene ricollegato alle minacce subite da lei via internet. I sospetti cadono prima sul ragazzo con cui la donna chattava online, poi sul padre di quest'ultimo. Ma la reputazione della vittima non giova a McCoy e alla Carmichael.

## Un uomo innamorato
- Titolo originale: High & Low
- Diretto da: Richard Dobbs
- Scritto da: Gerry Conway e William N. Fordes

### Trama
Briscoe e Green indagano sull'omicidio di una studentessa che conduceva una doppia vita e sospettano subito di molte persone tra cui: il proprietario di un night club, una pornostar e due spacciatori. Il collegamento tra queste persone e la vittima è costituita da una fuga di notizie su alcune azioni molto fruttuose. Ma per McCoy e la Carmichael sarà difficile districare la matassa.
- Guest star: Adrienne Shelly (Wendy Alston).

- Nota. In questo episodio appare come guest star Adrienne Shelly, che nel novembre 2006 fu trovata assassinata nel suo appartamento a New York. Al caso del suo omicidio è stato dedicato un episodio della diciassettesima stagione.
- Nota. Questo episodio è ispirato al caso di James McDermott, che nel 1999 fu accusato di insider trading e condannato a 8 mesi di libertà vigilata.

## Dose letale
- Titolo originale: Stiff
- Diretto da: Jace Alexander
- Scritto da: Hall Powell e René Balcer

### Trama
Briscoe e Green indagano su una donna dell'alta società trovata in coma dal marito. I detective sospettano, in un primo momento, di eutanasia ma in realtà si scopre un gioco di dominazione tra il marito e la moglie, portato avanti a dosi di insulina, e come se non bastasse tra i sospetti ci va di mezzo anche la figlia che aveva un ottimo motivo per ucciderla.
- Nota. Questo episodio è ispirato al caso di Sunny von Bülow, che venne ricoverata in ospedale in stato di coma. Suo marito Claus von Bülow venne accusato di tentato omicidio della moglie e venne prima condannato e poi assolto.
- Nota. Anche l'episodio della quarta stagione Abito da sera è ispirato a quel caso.

## Diritto indiscutibile
- Titolo originale: Vaya Con Dios
- Diretto da: Christopher Misiano
- Scritto da: René Balcer e Richard Sweren

### Trama
Briscoe e Green indagano sull'omicidio di un anziano signore. Scoprono che la vittima indagava su un ufficiale appena morto, che sospettava essere coinvolto nell'omicidio del figlio in Cile, durante la guerra civile. Uno degli inquilini del palazzo, nonché figlio dell'ufficiale, ammette la propria responsabilità dell'omicidio. McCoy vuole incriminare per l'omicidio del figlio della vittima un colonnello cileno, adesso senatore, responsabile dei crimini di guerra, in cura a New York.
- Guest star: Tomas Milian (Colonnello Emilio Pantoya).

- Nota. Questa è l'ultima apparizione, sia nella serie e sia televisiva, per Steven Hill nel ruolo del procuratore capo Adam Schiff. La carica di procuratore capo passerà prima a Dianne Wiest per due stagioni, poi a Fred Dalton Thompson per cinque stagioni e infine a Sam Waterston per le stagioni restanti. Il personaggio di Sam Waterson, Jack McCoy, passerà infatti da essere viceprocuratore a procuratore capo.
- Nota. Si scoprirà nell'episodio Incendio doloso che Schiff è a Vienna per lavorare al progetto dell'Olocausto.
- Nota. Questo episodio è ispirato al caso di Charles Horman, un giornalista inviato in Cile durante il colpo di Stato del 1973, e rimasto ucciso.